# Hallstatt
Hallstatt är en köpingskommun i förbundslandet Oberösterreich i Österrike. Kommunen har 741 invånare (2024). Hallstatt ligger i distriktet Gmunden vid Hallstätter See i Salzkammergutregionen. Huvudnäringar är saltutvinning och turism.
Redan 800 f.Kr. började man bryta bergsalt i gruvdrift. Flera hundra meter långa gruvgångar anlades. Arbetsredskap som bronsyxor, olika skaft, lädermössor och textilier konserverades i saltet. Tillsammans med fynden i det närbelägna gravfältet (med sammanlagt över 2 000 gravar från 800 till 400 f.Kr.) utgör de grunden för vår kunskap om den tidiga järnåldern, den så kallade hallstattkulturen.
Kommunen består av fyra orter (Ortschaften) (inom parentes invånarantal 1 januari 2024):
- Gosauzwang (10)
- Hallstatt (281)
- Lahn (450)
- Salzberg (0)